# Ilona Tröls-Holzweber

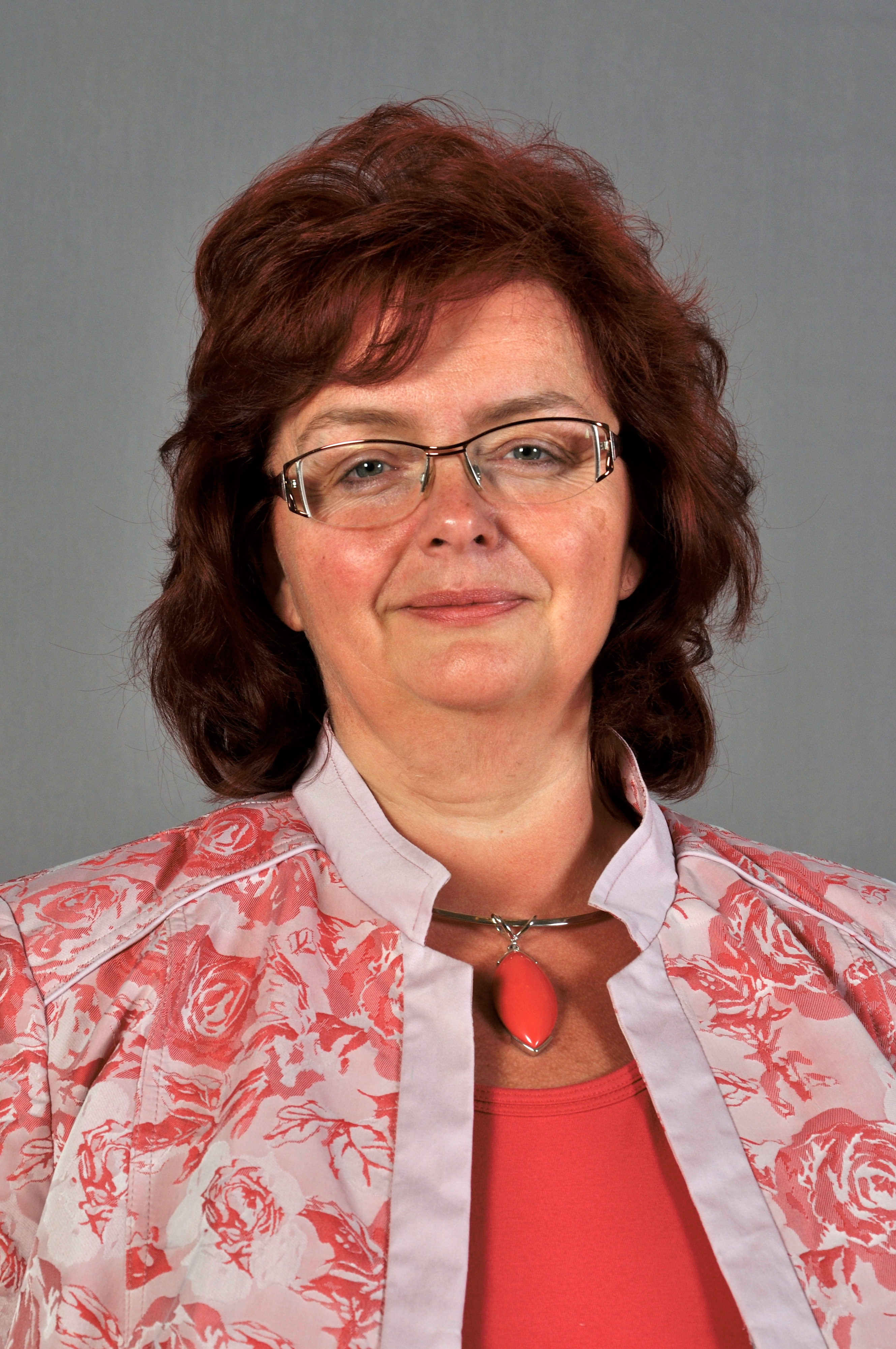
Ilona Tröls-Holzweber (2013)

Ilona Tröls-Holzweber (* 10. Februar 1963) ist eine österreichische Politikerin (SPÖ) und Sonderschullehrerin. Sie war von 2013 bis 2018 Abgeordnete zum Landtag von Niederösterreich.

## Ausbildung und Beruf
Tröls-Holzweber besuchte die Volks- und Hauptschule und das BORG St. Pölten, wo sie 1981 maturierte. In der Folge studierte sie an der Pädagogischen Akademie in Krems an der Donau. Sie absolvierte dort eine Ausbildung zur Sonderschullehrerin für Allgemeine Sonderschule sowie Sonderschule für Schwerstbehinderte Kinder. Des Weiteren ist sie Lehrerin für die Sonderschule für Kinder mit erhöhtem sozial-emotionalen Förderbedarf, Sprachheillehrerin und Beratungslehrerin.
Seit 1987 arbeitet Tröls-Holzweber als Sonderschullehrerin am SPZ ASO Nord, wobei sie zuletzt in einer Heilpädagogischen Klasse für Kinder mit erhöhtem sozial-emotionalen Förderbedarf unterrichtete. Sie ist zudem als Gutachterin für diesen pädagogischen Bereich im Bezirk St. Pölten Stadt tätig. 1995 übernahm sie die Funktion der stellvertretenden Direktorin am SPZ ASO Nord. seit 2009 lehrt sie zudem an der Kirchlich Pädagogischen Hochschule Krems in der Ausbildung zum Sonderschullehrer.

## Politik und Funktionen
Nachdem Tröls-Holzweber 1985 der SPÖ beigetreten war, wurde sie 1987 auch Mitglied in der FSG. Sie trat 1990 zudem der Sektion 10 der SPÖ St. Pölten bei und wurde 1992 deren Frauenbeauftragte. Des Weiteren trat sie unter Adelheid Praher den SPÖ-Frauen bei und wurde 1992 Mitglied der Kinderfreunde und der SLÖ. Nachdem sie zwischen 1999 und 2005 aus persönlichen und familiären Gründen ihre politischen Arbeit unterbrechen hatte müssen, wurde sie nach ihrem Wiedereinstieg stellvertretende Vorsitzende der Sektion 10, Kassierin der Kinderfreunde der Sektion 10 und erneut Frauenbeauftragte der Sektion 10. 2008 wechselte sie zur SPÖ-Ortsgruppe Gerersdorf und übernahm noch im selben Jahr das Amt der Schriftführerin und Vorsitzenden Stellvertreterin. 2010 wurde sie zur Gemeinderätin in Gerersdorf gewählt, von 2011 bis 2015 war sie geschäftsführende Gemeinderätin. Sie übernahm zudem 2011 die Funktion der Vorsitzenden der Ortsgruppe Gerersdorf. Sie wurde am 24. April 2013 als Abgeordnete zum Landtag angelobt. Nach der Landtagswahl in Niederösterreich 2018 schied sie aus dem Landtag aus.
Des Weiteren ist Tröls-Holzweber Mitglied des Kontrollausschusses der SPÖ Niederösterreich. Sie ist seit 2008 Geschäftsführerin der Jugendberatungsstelle AMPEL in St. Pölten und Vorsitzende des Vereins Ampel für Jugendliche und sozial Benachteiligte. Seit 2010 ist sie zudem Stellvertreterin des Vorsitzenden des Stadtchores St. Pölten.

## Privates
Ilona Tröls-Holzweber ist verheiratet und Mutter eines Sohnes und einer Tochter. Sie lebt in Gerersdorf.